# Игомель
И́гомель — деревня в Плюсском районе Псковской области России. Входит в состав Лядской волости.
Расположена на левом берегу реки Плюсса в 17 км к востоку от волостного центра Ляды и в 30 км к северо-западу от райцентра Плюсса на автодороге Заполье — Плюсса — Гдов.
В деревне родился Герой Советского Союза Пётр Леонтьев.

## Население
| 2001 | 2002 | 2010 |
| ---- | ---- | ---- |
| 254  | ↘240 | ↘159 |

Численность населения деревни на 2000 год составляла 254 человека.

## Исторические сведения
О том, что на месте современной деревни Игомель славянские племена проживали уже в X веке, свидетельствуют археологические находки и курганы-могильники, находящиеся близ деревенской церкви.
Первое упоминание о деревне датируется 7006 (1497/98) годом. Причём сохранилось упоминание как в платёжной книге 1497/98 года.

«Степан Петров сын Замыцкого, деревни за ним Микифоровские Парфеева Крохоткина, селцо Игомель, пол-11 сохи.»— [РГАДА, Ф.137, Оп.1, Новгород, №2-В]; опубликовано: "Новгородские писцовые книги, изданные Археографической комиссией." Т.V. Редактор Богоявленский С.К. СПб. 1905. Текст приведён по редакции данного издания.
Так и текст самой писцовой книги письма Матвея Ивановича Валуева, в виде списка 1659 года в делах Поместного Приказа.

«Волостка Микифоровская Парфеева Крохоткина за Степаном за Петровым сыном Замыцкого, вопче Степану с Филею з Борисовым сыном Трофимова.

На реке на Плюсе селцо Игомель, вопче было Микифору Крохоткину з Данилом да с Родивоном да з Дмитрием Федоровыми детми Крохоткина, да с Остафьем да с Яковом да с Ываном Степановыми детми Крохоткина. За Степаном на Крохоткиных участке церковь Егорей великий, (в) болшом сам Степан, а людей ево: (в) Ондрейко, (в) Повертка, (в) Троша княж человек бес пашни. Пашни Степановы и с людми 36 коробей, сена 1200 копен, 8 обеж.

В Ляцком же погосте Яколские Губина Селезнева дворы в вопчих деревнях. За Филею за Борисовым сыном Трофимова в Степанове поместье Замыцкого.

В селцы в Ыгомели: (в) болшем сам Филя, (в) человек ево Ивашко, пашни 12 коробей, сена пятьсот копен, 3 обжи.»— [РГАДА, Ф.1209, Столбцы по Новгороду, №593/42816, Д.41]; опубликовано: "Писцовые книги Новгородской земли." Т.1. Составитель Баранов К.В. М., "Древнехранилище", "Археографический центр" 1999, стр. 143. Текст приведён по редакции данного издания.
В 1571 году в сельце Игомель упоминается уже две церкви — Егория Великого и Николая Чудотворца.
В советское время в деревне Игомель работал Игомельский леспромхоз, находилось отделение совхоза «Ляды» и молочная ферма «Игомель». 
Долгое время в деревне находилась начальная школа, после её закрытия школьное здание было перестроено под церковь. 30 апреля 2010 года церковь освятили в честь Александра Свирского.